# San Benedetto (Riccò del Golfo di Spezia)
San Benedetto è una frazione di 559 abitanti nel comune di Riccò del Golfo di Spezia, nella Bassa Val di Vara, in Liguria
È la frazione più popolosa del territorio comunale, dopo il capoluogo.

## Geografia fisica e Storia
Non si hanno molti cenni sulla storia di San Benedetto, ma si ha ragione di credere che il primitivo centro sia oggi rintracciabile nella località collinare di Pozzo, già citata nel 1251, anno del rinnovamento dei giuramenti a Giovanni della Turca, "signore di Carpena, e furono ratificate le franchigie concesse alle comunità. Il 4 settembre dello stesso anno gli uomini di Castè, Biassa, Montenegro, Fabiano, Coregna, del Montale, del Debio, di Quaratica e del Pozzello giurarono obbedienza alla Repubblica e al nobile Giovanni della Turca, e furono ricevuti in compagnia del Comune genovese”. Da qui si sviluppò in seguito l'agglomerato posto sull'Aurelia, sottostante la collinetta sulla quale, nel XV secolo, venne edificata la chiesa parrocchiale dedicata al santo omonimo, che assorbì anche gli abitati del Montale e del Debbio, un tempo autonomi. La chiesa parrocchiale, dipendente dalla pieve di Santo Stefano di Marinasco fin dal 1470, venne eretta a parrocchia autonoma con Bolla Vescovile del 9 settembre 1569 e venne modificata nelle forme attuali nel XVIII secolo.
Nella Caratata del 1531, redatta dal vescovo genovese Agostino Giustiniani, si viene a conoscenza che San Benedetto (allora chiamato San Benedetto del Montale) era abitato da fochi vinti, 20 famiglie, ossia da circa 80 persone.
Nel XX secolo nacquero nella frazione i partigiani della brigata "Giustizia e Libertà" Ermanno Gindoli e Giuliano Cozzani. Il 5 luglio 1928 la frazione di Quaratica venne smembrata ed eretta a parrocchia autonoma da Monsignor Costantini.

## Monumenti e luoghi d'interesse

### Architetture religiose
- Chiesa parrocchiale di San Benedetto Abate, risalente al XVIII secolo;[4]
- Oratorio di Nostra Signora del Montale, attiguo alla parrocchiale, conserva al suo interno un olio su ardesia raffigurante la Madonna, Santi e anime purganti datato tra il XVII e il XVIII secolo;
- Oratorio di San Rocco, in località Pozzo, conserva al suo interno una Madonna con Bambino fra San Rocco e San Benedetto, olio su ardesia, e una sua riproduzione su tela del XIX secolo;

### Monumenti
- Due cippi commemorativi ai caduti delle Guerre Mondiali.